# Leandro Palou
Leandro Palou, argentinski plesalec,  * 11. junij 1974, Buenos Aires.
Palou je slavni plesalec argentinskega tanga. Tango ja začel plesati pri osemnajstih letih. Leta 1995 je začel kariero profesionalnega plesalca. Veliko let je sodeloval s plesalko Andreo Misse, s katero sta poučevala in nastopala po celem svetu, ter leta 2003 ustanovila plesno šolo v Londonu. V zadnjih letih pa živi in sodeluje s plesalko Romino Godoy, s katero poučujeta in nastopata na različnih festivalih tanga po vsem svetu.